# 利伯蒂鎮區 (北卡羅萊納州蘭道夫縣)
利伯蒂鎮區（英語：Liberty Township）是位於美國北卡羅萊納州蘭道夫縣的一個鎮區。

## 地方資料
利伯蒂鎮區的面積為107.48平方千米，皆為陸地。根據2020年美國人口普查的數據，當地共有人口4895人，而人口密度為每平方千米45.54人。